# Arbogast (comte de Trèves)
Pour les articles homonymes, voir Arbogast.
Arbogast est un comte de Trèves d'origine franque au cours de la deuxième moitié du Ve siècle.

## Biographie
Il nous est connu par deux lettres qui lui sont adressées par deux évêques : l'une de Sidoine Apollinaire (Ep. IV, 17), alors évêque de Clermont, datant de 471 ou plus probablement de 476-477, l'autre d'Auspicius de Toul, qui le présente comme comes (comte) de Trèves et descendant par son père Arigius d'Arbogast, général romain mort en 393,.
Karl Ferdinand Werner le dit petit-fils de ce premier Arbogast, mais chronologiquement, il est préférable de le considérer comme un arrière-petit-fils. 
Sidoine le loue pour son talent littéraire, et se félicite que la culture latine soit préservée à travers lui, mais décline toutefois l'offre de faire un poème sur les Saintes Ecritures, comme Arbogast l'y avait apparemment invité.
On ne sait pas sous quelle autorité se trouvait Trèves à l'époque, romaine ou franque. Karl Ferdinand Werner parle de « comte authentiquement romain portant le titre officiel de vir spectabilis ». Michel Rouche précise que c'est Aegidius qui a installé Arbogast comme comte de Trêves, peu après 459. 
On identifie parfois cet Arbogast avec un évêque du même nom à Chartres dans les années 480,. Suivant ce scénario, Arbogast, chef d'autorité romaine de Trèves en rapport peut-être avec Syagrius, aurait quitté la ville lors d'une grande attaque des Francs rhénans vers 479-480. Des auteurs ont parlé de fuite,, mais Franz Staab conteste cette fuite, et conteste même une conquête de Trèves par les Francs dès 480. Reprenant les conclusions de Kurt Böhner qui a étudié les découvertes archéologiques dans la région de Trèves, il constate que le mobilier funéraire franc est totalement absent de la région avant 500, pour apparaître dans le premier quart du VIe siècle. Si les Francs rhénans avaient conquis Trèves dès 480, certains d'entre eux seraient certainement morts dans les vingt ans qui suivent, et l'on aurait retrouvé leur sépulture. Franz Staab conclut que la conquête de Trèves par les Francs a eu lieu postérieurement.
Quant à l'identification à l'évêque de Chartres, Franz Staab la considère comme possible mais non assurée, car le prénom d'Arbogast commence à être alors assez répandu. Ce problème d'identification mis de côté, il remarque que nombre d'aristocrates contemporains d'Arbogast sont passés d'une carrière militaire à une carrière ecclésiastique avec l'âge, et imagine qu'Arbogast ait choisi d'occuper le siège de Chartres plutôt que d'attendre une vacance de celui de Trèves.